# Bandera de Coahuila
El Escudo del Estado de Coahuila en modalidad de Bandera consiste en un rectángulo de color blanco con proporción de cuatro a siete entre anchura y longitud y en el centro el Escudo de Coahuila.
La bandera fue oficializada con la Ley sobre el Escudo y el Himno de Coahuila, ya que, en la ley mencionada anteriormente, se señala que el Escudo de Armas del Estado puede ser utilizado en modalidad de Bandera por autoridades del Estado y los Municipios, así como en planteles educativos.

## Historia
Durante la revolución de Texas, cuando no era un estado soberano de México. Los texanos vivían bajo la bandera estatal de Coahuila y Tejas en las décadas de 1820 y 1830. Las dos estrellas significaban las dos regiones que comprendían el estado de Coahuila y Texas. Estaba unido administrativamente al estado de Coahuila con la capital en Saltillo, Coahuila.
El coronel Juan Almonte, ayudante de presidente Antonio López de Santa Anna, afirma que los enemigos, tan pronto como se vieron la marcha de la división, izaron la bandera tricolor con dos estrellas, diseñada para representar a Coahuila y Tejas" en la entrada de El Álamo, en 1836, en San Antonio de Bejar.

### Banderas históricas

Bandera de Coahuila y Texas (1823)
Bandera de Coahuila y Tejas (1936)
Bandera de la República del Rio Grande (1840)
Bandera del Bloque Coahuilense (2009)

## Protocolo
En las festividades cívicas o en las ceremonias oficiales en las que se halle presente la Bandera Nacional deberá contarse con el Escudo de Coahuila en su modalidad de bandera para acompañar al lábaro patrio nacional.
En las sedes de los poderes del Estado de Coahuila y de los Municipios del mismo se izarán la Bandera Nacional y el Escudo de Coahuila en su modalidad de bandera en las fechas que señale el calendario cívico estatal. Cuando la ocasión sea luctuosa, se izarán a media asta.
Todos los planteles educativos del Estado poseerán un Escudo del Estado en su modalidad de bandera, misma que se utilizará en los actos cívicos que se realicen. Se alentará entre los estudiantes el respeto y el culto a dicho símbolo del Estado.